# クリストファー・ライク
クリストファー・ライク（Christopher Reich、1961年11月12日 - ）は、アメリカ合衆国の小説家。
東京都で生まれ、1965年にアメリカへ戻った。ジョージタウン大学及びテキサス大学オースティン校に進学。スイスで働いていたことがあるが、作家になりアメリカへ戻った。現在はサンディエゴに妻と2人の子供と暮らしている。
処女作『匿名口座』は、ニューヨーク・タイムズベストセラー入りし、100万部以上を売り上げ、23か国語に翻訳された。以後も、"The Runner" は『タイム』で、『謀略上場』は『ニューヨーク・タイムズ』でベストセラーとなった。2006年には"The Patriots' Club" で国際スリラー作家協会賞 長編賞を受賞。

## 作品リスト
| 邦題             | 原題               | 刊行年 | 刊行年月  | 訳者     | 出版社                   |
| ---------------- | ------------------ | ------ | --------- | -------- | ------------------------ |
| 匿名口座         | Numbered Account   | 1998年 | 1998年9月 | 土屋京子 | 講談社、のち文庫         |
|                  | The Runner         | 2000年 |           |          |                          |
| 謀略上場         | The First Billion  | 2002年 | 2006年9月 | 土屋京子 | ランダムハウス講談社文庫 |
| テロリストの口座 | The Devil's Banker | 2003年 | 2007年1月 | 土屋京子 | ランダムハウス講談社文庫 |
|                  | The Patriots' Club | 2004年 |           |          |                          |
| 欺瞞の法則       | Rules of Deception | 2008年 | 2011年2月 | 北澤和彦 | 講談社文庫               |
|                  | Rules of Vengeance | 2009年 |           |          |                          |
|                  | Rules of Betrayal  | 2010年 |           |          |                          |
|                  | The Prince of Risk | 2013年 |           |          |                          |

## 短編
- Assassins (2006) - アンソロジー『スリラー』収録